# Belaspidia tussaci
Belaspidia tussaci är en stekelart som beskrevs av Gérard Delvare 1999. Belaspidia tussaci ingår i släktet Belaspidia och familjen bredlårsteklar.
Artens utbredningsområde är Marocko. Inga underarter finns listade.